# Kościół św. Michała Archanioła w Pobiedziskach
Kościół Świętego Michała Archanioła w Pobiedziskach – rzymskokatolicki kościół parafialny w Pobiedziskach, w województwie wielkopolskim, w powiecie poznańskim, przy ulicy Gnieźnieńskiej. Należy do dekanatu pobiedziskiego.
Zalicza się do najstarszych gotyckich kościołów w Wielkopolsce. Powstał na przełomie XIII i XIV wieku. Spalony 1331 przez Krzyżaków, niebawem odbudowany, uszkodzony pożarem w końcu XVI wieku, odbudowany w latach 1579–1598. Z tego czasu wieżyczka na szczycie fasady zachodniej. Wnętrze jednonawowe nakryte płaskim drewnianym stropem. W klasycystycznym głównym ołtarzu z początku XIX wieku późnogotycka figura Madonny z Dzieciątkiem oraz obraz św.Michała Archanioła z 1621 roku. W prezbiterium późnorenesansowe epitafium księdza Stanisława Grota (zmarłego 1634), kanonika gnieźnieńskiego. Wewnątrz świątyni polichromia i sgraffita Anny i Leonarda Torwirtów z Torunia (1956–1960). Na południowej ścianie nawy epitafium powstańca Mieczysława Jackowskiego, poległego pod Ignacewem 8 maja 1863.

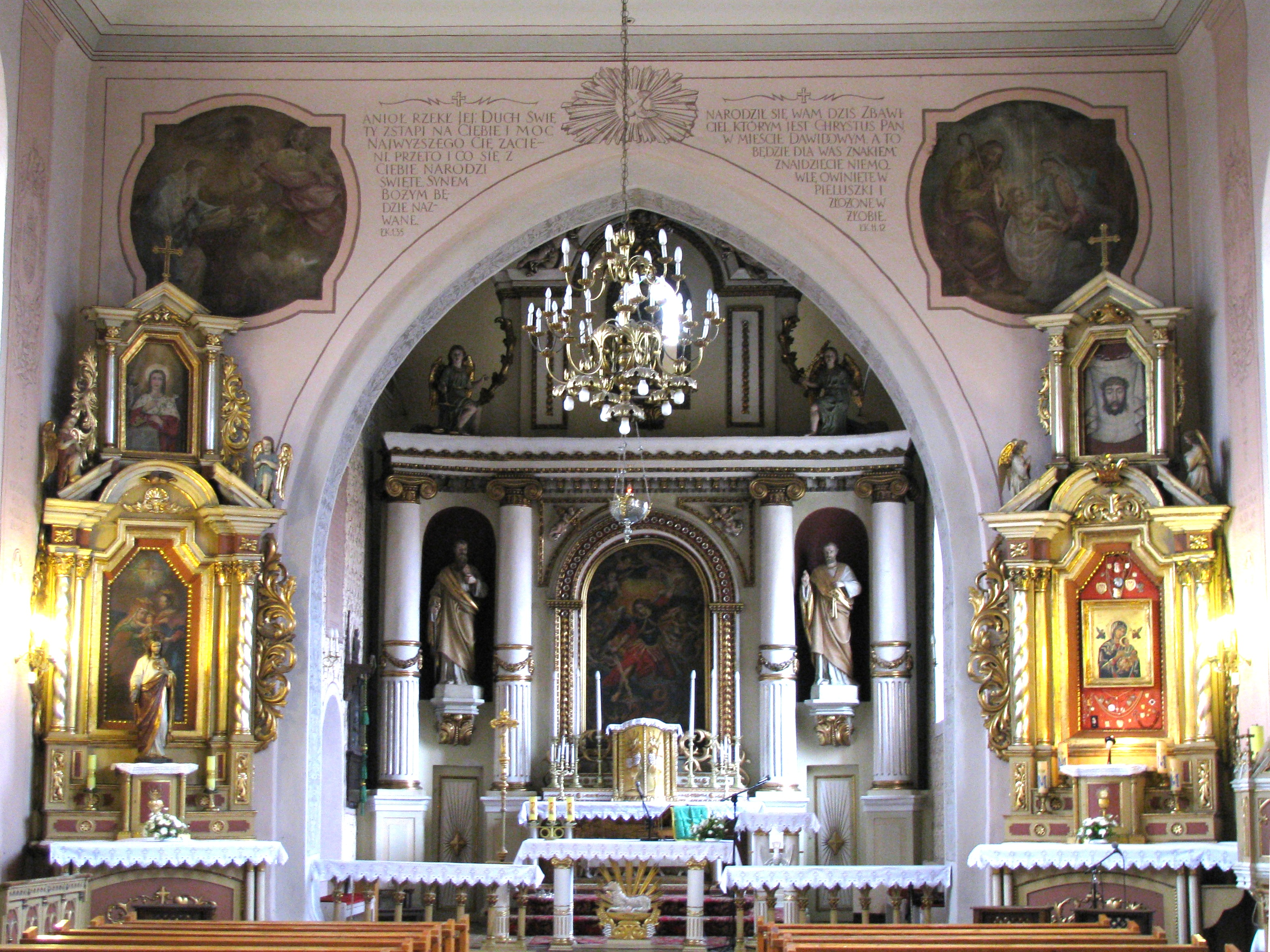
Wnętrze świątyni

W ścianie kościoła płyta ku czci ks. Kazimierza Schulerta, proboszcza pobiedziskiego w latach 1936-1941, zamordowanego w obozie w Dachau 15 maja 1942. Przy kościele dzwonnica drewniana z XIX wieku. W pobliżu robinia akacjowa (obwód pnia 410 cm). W sąsiedztwie świątyni stoi parterowy dom, w którym w latach 1918-1920 mieszkał jako wikariusz tutejszej parafii bł. Michał Kozal. Powyższe upamiętnia stosowny głaz z tablicą.